# Oestrus halensis
Oestrus halensis är en tvåvingeart som först beskrevs av Johann Christian Daniel von Schreber 1759.  Oestrus halensis ingår i släktet Oestrus, ordningen tvåvingar, klassen egentliga insekter, fylumet leddjur och riket djur.
Artens utbredningsområde är Tyskland. Inga underarter finns listade i Catalogue of Life.